# Jacqueline du Bief
Jacqueline du Bief, född 4 december 1930 i Paris, är en fransk före detta konståkare.
Hon blev olympisk bronsmedaljör i konståkning vid vinterspelen 1952 i Oslo.